# Золотые монеты Елизаветы Петровны
Золотые монеты Елизаветы Петровны — монеты Российской империи, отчеканенные из золота во времена правления императрицы Елизаветы Петровны. Существовало 7 номиналов золотых монет: десять рублей (в ходу также было наименование «империал») и пять рублей («полуимпериал») являлись ходовыми; два рубля, один рубль и полтина предназначались «для дворцового обихода»; червонец и двойной червонец приравнивались к европейским дукатам и использовались, в основном, для внешних торговых операций. Также известны пробные экземпляры монеты в двадцать рублей, которые, впрочем, не были выпущены в хождение.

## История
Императрица Елизавета Петровна, дочь Петра I возглавляла Российскую империю в течение двадцати лет — с 1741 по 1762 годы. Она провела денежную реформу и начала активно чеканить деньги.

## Описание

### Червонцы и двойные червонцы
На аверсе всех червонцев и двойных червонцев времён Елизаветы Петровны был помещён её портрет в профиль, лицом вправо. По кругу располагалась надпись — «Б•М•ЕЛИСАВЕТЪ•I•IМПЕРАТРИЦА».
Существовало два вида реверса червонцев и двойных червонцев Елизаветы Петровны. На одном из них изображён Герб Российской империи — двуглавый орёл, увенчанный тремя императорскими коронами, который в своих лапах держит скипетр и державу, а на его груди расположен овальный щит с изображением Георгия Победоносца. Снизу по кругу монеты размещена надпись «IСАМОДЕРЖИЦА•ВСЕРОСИСКАЯ•», либо «IСАМОДЕР•ВСЕРОСИСКАЯ•»; сверху указана дата чеканки. На другом, так называемом «Андреевском червонце», — изображение Андрея Первозванного в нимбе, левой рукой поддерживающего крест и протягивающего вперёд правую руку. По бокам от святого указан год (по две цифры с каждой стороны), а снизу на некоторых разновидностях — месяц чеканки.